# Xianrendu (köpinghuvudort i Kina, Hubei Sheng, lat 32,26, long 111,71)
Xianrendu (kinesiska: 仙人渡, 仙人渡镇) är en köpinghuvudort i Kina. Den ligger i provinsen Hubei, i den centrala delen av landet, omkring 310 kilometer nordväst om provinshuvudstaden Wuhan. Antalet invånare är 36 042. Befolkningen består av 18 097 kvinnor och 17 945 män. Barn under 15 år utgör 17,0 %, vuxna 15-64 år 73 %, och äldre över 65 år 8,0 %.
Runt Xianrendu är det ganska tätbefolkat, med 230 invånare per kvadratkilometer. Närmaste större samhälle är Laohekou, 15,0 km norr om Xianrendu. Trakten runt Xianrendu består till största delen av jordbruksmark.
Genomsnittlig årsnederbörd är 940 millimeter. Den regnigaste månaden är augusti, med i genomsnitt 169 mm nederbörd, och den torraste är januari, med 11 mm nederbörd.